# Асторга, Нора
Но́ра Хосефи́на Асто́рга Гаде́а де Дже́нкинс (исп. Nora Josefina Astorga Gadea de Jenkins, 10 декабря 1949 — 14 февраля 1988) — никарагуанская революционерка, член СФНО. После победы Сандинистской революции — адвокат, судья и политический деятель, дипломат.

## Ранняя биография
Родилась в религиозной, хорошо обеспеченной семье в Манагуа. Она была первым ребёнком Сегундо Асторги, экспортёра пиломатериалов и ранчеро, имеющего связи с могущественной правящей семьёй Сомоса (её дед был министром обороны в при Сомосе-старшем). В юности была набожной католичкой, часто занимаясь благотворительностью в бедных кварталах Манагуа.
В 1967 году публично заявила, что поддерживает на президентских выборах не президента А. Сомосу, а его соперника Ф. Агуэро. После этого для её личной безопасности и «исправления» семья отправила её изучать медицину в США, где она жила с 1967 по 1969 год. Однако медицина её не увлекла и, недолго поизучав социологию, она отказалась от учёбы. Позже она говорила: «Больше всего меня впечатлили в США социальное неравенство и, прежде всего, расизм. Я никогда не видела такого расизма в Никарагуа».

## Приход к сандинистам
Вернувшись на родину, изучала право в Центральноамериканском университете в Манагуа. Тогда же начала работать в сандинистском подполье. С 1969 по 1973 год отвечала за поиск конспиративных адресов и транспорта для лидеров сандинистов. Официально работала корпоративным юристом и начальником отдела кадров в одной из крупнейших строительных компаний страны Asovip. Год прожила в Италии, где изучала банковское право.

Забудьте о марксизме, я имею в виду даже о политике. Честно говоря, ни тогда, ни позже, когда я уже была в СФНО, никакой марксистской подготовки у меня не было. Я изучала сандинизм и его ценности, я изучала нашу собственную реальность, чтобы начать с неё поиск ответов, но никакого марксизма я не изучала… Моё незнание марксизма довольно глубоко.— Nora Astorga In Her Own Words
.
В 22 года вышла замуж за студента радикальных взглядов Хорхе Дженкинса (разошлись через 4 года). Всего у неё было четверо детей: двое от первого мужа, двое от второго, Хосе Марии Альварадо, активного сандиниста а также приёмный ребёнок, сын погибшего соратника-партизана.
Стала известной после организованного удавшегося покушения на генерала Рейнальдо Переса Вегу (по прозвищу «Пёс»), заместителя командующего Национальной гвардией режима и начальника службы безопасности, известного своим садизмом при пытках заключённых. 8 марта 1978 года она пригласил генерала в свою квартиру в Манагуа, намекнув на интимные отношения, которых он долго добивался. Первоначально планировалось его похищение и обмен на заключённых в тюрьме сандинистов, однако генерал оказал сопротивление и был убит. Асторга сказала об этом: «Это было не убийство, а политическая справедливость. Он убил слишком многих. Он был монстром».
Уйдя в партизаны, стала объектом национального розыска и преследования. Воевала на Южном фронте.

## Деятельность после победы революции
После прихода к власти сандинистов в июле 1979 года была назначена заместителем министра юстиции. В этой должности она 14 месяцев курировала судебные процессы примерно 7500 членов Национальной гвардии Сомосы (до полутора тысяч были освобождены, 11№ были приговорены к срокам от 5 до 10 лет, 12-15 % — к 30 годам, основная масса — до 5 лет заключения). Получила звание команданте.
В 1983—1984 годах представляла Никарагуа в Контадорской группе, активно выступая за мирное решение проблем в регионе, в Латиноамериканской экономической системе, на международных женских конференциях
В 1984 году она была назначена послом в США, однако администрацией Рональда Рейгана ей было отказано в агремане из-за причастности к убийству генерала Р. Переса Веги, работавшего, как выяснилось, на ЦРУ. Тогда же стала заместителем министра иностранных дел Никарагуа, а с марта 1986 года — полномочным представителем при ООН (должность, которую она занимала до своей смерти в 1988 году).
Сыграла решающую роль в том, чтобы заставить ООН признать решение Международного Суда по делу Никарагуа против Соединенных Штатов, в котором говорилось о том, что поддержка США вооружённой никарагуанской оппозиции является незаконной. Активно выступала перед американской аудиторией (свободно говорила на английском и итальянском), имела особенный успех перед феминистками
Её личные вкусы включали классическую музыку и дизайнерскую одежду. Она часто упоминалась в газетных статьях и телевизионных программах новостей, посещала международные женские конференции, рассказывала в США и большей части мира о революции в своей стране и вызывала восхищение тем влиянием, которое она приобрела в ООН.
Была удостоена звания «Героя Родины и революции» и ордена Карлоса Фонсеки в июле 1987 года (высшего ордена страны на тот момент).

## Смерть
14 февраля 1988 года умерла от рака молочной железы (с метастазами в лёгких) в Манагуа в возрасте 39 лет.
Песня 1986 года «Mariel» группы KBC была вдохновлена её образом. Участники KBC сыграли эту песню на её панихиде.
Её помнят как героиню войны против военной диктатуры.